# Oakland Raiders 1996
La stagione 1996 degli Oakland Raiders è stata la 27ª della franchigia nella National Football League, la 37ª complessiva. La squadra, con un record di 7-9, mancò i playoff per il terzo anno consecutivo, portando al licenziamento del capo-allenatore Mike White che ebbe un bilancio complessivo di 15-17 con la squadra.

## Scelte nel Draft 1996
| Scelte dei Raiders nel Draft 1996 |        |                 |       |                 |
| Giro                              | Scelta | Giocatore       | Ruolo | College         |
| 1                                 | 9      | Rickey Dudley   | TE    | Ohio St.        |
| 2                                 | 57     | Lance Johnstone | DE    | Temple          |
| 5                                 | 166    | La'Roi Glover   | DT    | San Diego St.   |
| 6                                 | 183    | Tim Hall        | RB    | Robert Morris   |
| 7                                 | 220    | Sedric Clark    | LB    | Tulsa           |
| 7                                 | 224    | Darius Smith    | C     | Sam Houston St. |
| 7                                 | 248    | Joey Wylie      | G     | S.F. Austin     |

## Roster
| Roster degli Oakland Raiders nel 1996 |
| --- |
| Quarterback - 15 Jeff Hostetler - 11 David Klingler Running Back - 35 Joe Aska - 26 Napoleon Kaufman - 24 Harvey Williams Wide Receiver - 81 Tim Brown - 82 James Jett Tight End Offensive Linemen - 66 Kevin Gogan G - 78 Greg Skrepenak T - 67 Dan Turk C - 76 Steve Wisniewski G Defensive Linemen - 93 Jerry Ball DT - 97 Russell Maryland DT Linebacker - 54 Greg Biekert - 56 Aundray Bruce OLB - 53 Rob Fredrickson - 57 Rob Holmberg - 52 Mike Jones OLB - 51 Aaron Wallace OLB Defensive Back Special Team - 5 Cole Ford K |
| Legenda - I rookie sono in corsivo. - Il primo ruolo è il principale mentre gli eventuali successivi indicano i ruoli secondari. - (IR) sta per Injured Reserve ed indica la lista ristretta per un solo giocatore infortunato che può tornare ad allenarsi dopo la settimana 6 e a rientrare in prima squadra dopo che questa ha giocato 8 partite. - (NF-Inj.) / (NF-Ill.) stanno rispettivamente per Non-Football Injured e Non-Football Illness ed indicano le liste dove viene inserito un giocatore che ha un infortunio o una malattia non dipendente dal football americano. - (PUP) sta per Physically Unable to Perform ed indica la lista dove viene inserito un giocatore mentre è in attesa di recuperare la condizione fisica. Nella stagione regolare dopo la sesta partita giocata dalla propria squadra, il giocatore ha tempo tre settimane per riprendere ad allenarsi, più tre settimane aggiuntive dal suo rientro agli allenamenti per rientrare in prima squadra. |

## Calendario
| Stagione regolare |                         |                    |
| Turno             | Avversario              | Risultato          |
| 1                 | at Baltimore Ravens     | S 19–14            |
| 2                 | at Kansas City Chiefs   | S 19–3             |
| 3                 | Jacksonville Jaguars    | V 17–3             |
| 4                 | San Diego Chargers      | S 40–34            |
| 5                 | at Chicago Bears        | S 19–17            |
| 6                 | at New York Jets        | V 34–13            |
| 7                 | Detroit Lions           | V 37–21            |
| 8                 | at San Diego Chargers   | V 23–14            |
| 9                 | Settimana di pausa      | Settimana di pausa |
| 10                | Denver Broncos          | S 22–21            |
| 11                | at Tampa Bay Buccaneers | S 20–17            |
| 12                | Minnesota Vikings       | S 16–13            |
| 13                | at Seattle Seahawks     | V 27–21            |
| 14                | Miami Dolphins          | V 17–7             |
| 15                | Kansas City Chiefs      | V 26–7             |
| 16                | at Denver Broncos       | S 24–19            |
| 17                | Seattle Seahawks        | S 28–21            |

## Classifiche
| AFC West Division  |    |   |   |      |     |     |     |
|                    | V  | S | P | %    | PF  | PS  | STR |
| (1) Denver Broncos | 13 | 3 | 0 | .813 | 391 | 275 | L1  |
| Kansas City Chiefs | 9  | 7 | 0 | .563 | 297 | 300 | L3  |
| San Diego Chargers | 8  | 8 | 0 | .500 | 310 | 376 | W1  |
| Seattle Seahawks   | 7  | 9 | 0 | .438 | 317 | 376 | W1  |
| Oakland Raiders    | 7  | 9 | 0 | .438 | 340 | 293 | L2  |